# Vigny (Val-d’Oise)
Vigny ist eine französische Gemeinde mit 1132 Einwohnern (Stand 1. Januar 2022) im Département Val-d’Oise in der Region Île-de-France; sie gehört zum Arrondissement Pontoise und zum Kanton Vauréal.

## Geographie
Die Gemeinde liegt in der Landschaft Vexin français, rund 40 Kilometer nordwestlich von Paris. Nachbargemeinden von Vigny sind Us im Norden, Ableiges im Osten, Longuesse im Süden und Théméricourt im Westen.
Der Ort liegt am linken Ufer des Flusses Aubette. Das gesamte Gemeindegebiet gehört zum Regionalen Naturpark Vexin français.
Vigny wird von der Départementsstraße D14 durchquert, die aus dem Großraum Cergy-Pontoise Richtung Magny-en-Vexin führt.

## Bevölkerungsentwicklung
| Jahr      | 1968 | 1975 | 1982 | 1990 | 1999 | 2006 | 2016 |
| Einwohner | 709  | 919  | 953  | 1004 | 1036 | 1083 | 1082 |

## Sehenswürdigkeiten

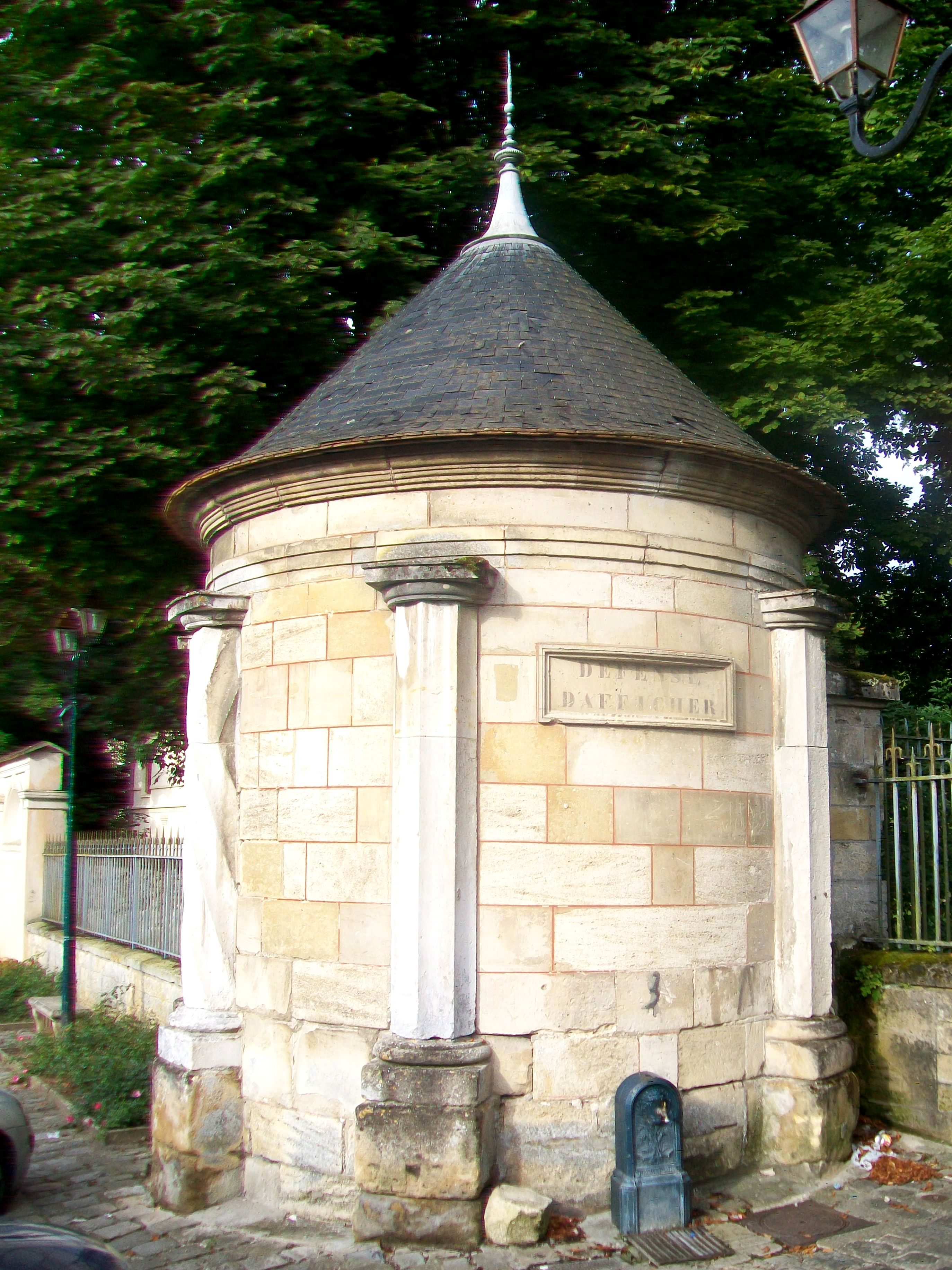
Ambrosiusbrunnen

- Schloss Vigny aus dem 15. Jahrhundert, Monument historique[1]
- Kirche Saint-Médard aus dem 13. Jahrhundert

## Persönlichkeiten
- Sébastien Vaillant (1669–1722), französischer Botaniker